# 4959 Niinoama
4959 Niinoama (1991 PA1) là một tiểu hành tinh vành đai chính được phát hiện ngày 15 tháng 8 năm 1991 bởi Natori và Urata ở Yakiimo.